# Пико (Фрозиноне)
Пико (итал. Pico) је насеље у Италији у округу Фрозиноне, региону Лацио.
Према процени из 2011. у насељу је живело 704 становника. Насеље се налази на надморској висини од 168 м.

## Становништво
Према резултатима пописа становништва 2011. у општини је живело 3.004 становника.
| 1931. | 1936. | 1951. | 1961. | 1971. | 1981. | 1991. | 2001. | 2011. |
| ----- | ----- | ----- | ----- | ----- | ----- | ----- | ----- | ----- |
| 3.686 | 3.876 | 4.040 | 3.575 | 3.211 | 3.249 | 3.194 | 3.123 | 3.004 |

## Партнерски градови
- Гинген ан дер Бренц